# 1949 en Nouvelle-Écosse
Chronologie de la Nouvelle-Écosse
- 1945
- 1946
- 1947
- 1948
- 1949
- 1950
- 1951
- 1952
- 1953

Cette page concerne des événements d'actualité qui se sont produits durant l'année 1949 dans la province canadienne de la Nouvelle-Écosse.

## Politique
- Premier ministre : Angus L. Macdonald
- Chef de l'Opposition :
- Lieutenant-gouverneur : John Alexander Douglas McCurdy
- Législature :

## Naissances
- 27 mai : James Edward Lockyer, né à Halifax, est un avocat, un professeur de droit et un homme politique canadien.

- 28 octobre : Kevin Morrison (né à Sydney) est un joueur professionnel de hockey sur glace qui joua dans la Ligue nationale de hockey pour les Rockies du Colorado et dans l'association mondiale de hockey pour les Golden Blades de New York/Knights du New Jersey, les Mariners de San Diego, les Racers d'Indianapolis et les Nordiques de Québec.